# Dreisprachenspitze
Piz da las Trais Linguas ( [ˌpitsdɐlɐsˌtraɪ̯sˈliŋʊ̯ɐs] ?, tysk: Dreisprachenspitze) betyder "Toppen med tre sprog", eller på Italiensk Cima Garibaldi, er en mindre top i Ortleralperne, på grænsen mellem Schweiz og Italien. Toppen er grænsen mellem de italienske regioner Lombardiet, Sydtyrol og den Schweiziske kanton Graubünden. Før 1. verdenskrig var den international grænse mellem Italien, Schweiz og Østrig-Ungarn.
De rætoromanske og tyske navne refererer til de forskellige forskellige sprogområder i denne region, medens det Italienske navn refererer til Giuseppe Garibaldi.
På sydsiden af bjerget ligger bjergpasset Stilfser Joch.